# Jak-50 (1976)

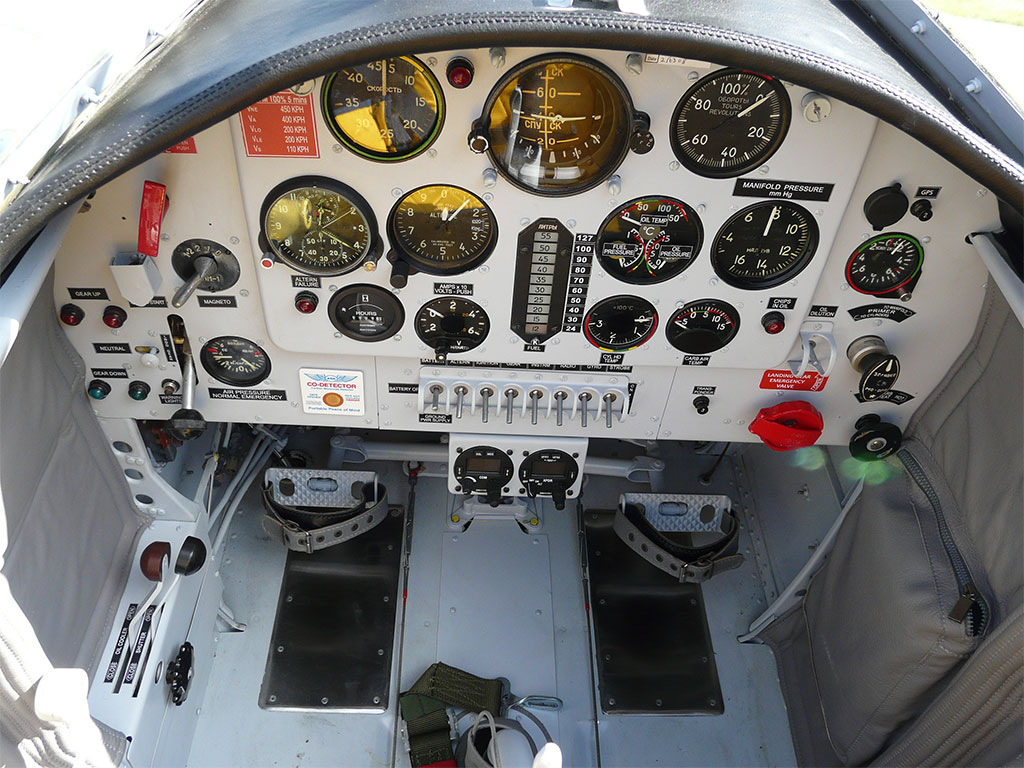
Kokpit samolotu w wersji VH-DZY.

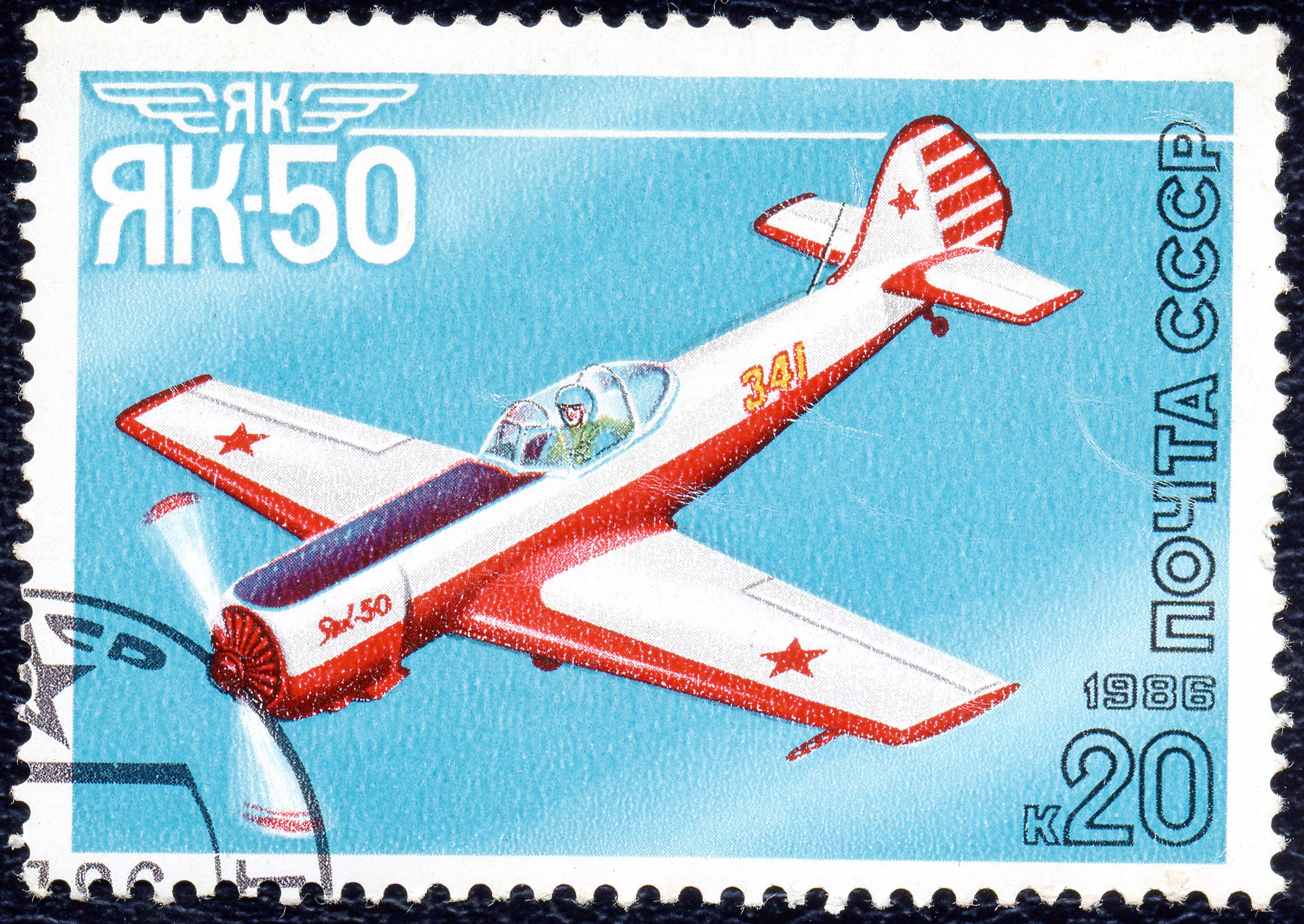
Jak-50 upamiętniony na radzieckim znaczku pocztowym z 1986 r.

Jak-50 (ros. Як-50) – radziecki samolot treningowo-akrobacyjny skonstruowany w biurze konstrukcyjnym Aleksandra Jakowlewa. Samolot został zaprojektowany jako samolot szkoleniowy z myślą o uczniach radzieckiej organizacji DOSAAF, szkolącej sportowych pilotów cywilnych i pilotów wojskowych. Oblot Jaka-50 miał miejsce w 1972 roku, a jego produkcja seryjna rozpoczęła się 4 lata później i trwała do 1986 roku.

## Opis
Samolot konstrukcyjnie nawiązuje do starszego Jaka-18, jest jednomiejscowym wolnonośnym dolnopłatem o konstrukcji całkowicie metalowej, napędzanym 9-cylindrowym silnikiem gwiazdowym Wiedieniejew M-14P, o mocy 265 kW (360 KM). Jak-50 jest samolotem przystosowanym do operowana z lotnisk o nawierzchni gruntowej i do eksploatacji w temperaturze od -45 do +55 °C. Na etapie projektowania zwracano szczególną uwagę na wytrzymałość płatowca jego stateczność i sterowność. Działanie to zaowocowało wysoką wytrzymałością konstrukcji na przeciążenia (od +7g do –5g) oraz możliwością wykonywania skomplikowanych akrobacji powietrznych (np. „beczki” z prędkością do 180 stopni na sekundę). Pierwszy lot prototypowej maszyny odbył się w 1972 roku, natomiast pierwsza publiczna prezentacja miała miejsce cztery lata później podczas VIII Mistrzostw Świata w Akrobacji Lotniczej odbywających się w Kijowie. Samolot zanotował wówczas bardzo udany występ, gdyż latający nim radzieccy piloci zajęli według ostatecznej punktacji 1, 2, 5, 7 i 9 miejsca w kategorii mężczyzn, 1, 2, 3, 4 i 5 miejsca w kategorii kobiet oraz pierwsze miejsce zespołowo. Swój sukces powtórzył w sierpniu 1982 roku – pilotujący go Rosjanin W. Smolin na XI Mistrzostwach Świata w Austrii zdobył złoty medal, także zespołowo Rosjanie zdobyli wówczas złote medale zarówno w kategorii kobiet jak i mężczyzn. Produkcję samolotu kontynuowane do 1986, a w jej trakcie wyprodukowano 312 (wg. innych źródeł 314) maszyn. Na bazie Jak-50 pod koniec lat 70. opracowany został samolot szkolno-treningowy Jakowlew Jak-52. 

## W Polsce
W 2013 r. w rejestrze polskich statków powietrznych znajdowały się 3 samoloty Jak-50 posiadające znaki rejestracyjne SP-YDI, SP-YDM, SP-YKL. Dwa lata później liczba zarejestrowanych samolotów wzrosła do czterech.